# Lääne-Viru (hạt)
Hạt Lääne-Viru (tiếng Estonia: Lääne-Viru maakond), hoặc Lääne-Virumaa, là một trong 15 hạt của Estonia. Nó nằm ở phía bắc Estonia, trên bờ biển nam vịnh Phần Lan. Trong tiếng Estonia, lääne nghĩa là phía tây và ida nghĩa là phía đông. Lääne-Viru tiếp giáp với các hạt Ida-Viru, Jõgeva, Järva và Harju. Tính đến tháng 1 năm 2013 hạt Lääne-Viru có dân số 58.806 người - chiếm 4,5% tổng dân số Estonia.

## Lịch sử
Thời kỳ tiền lịch sử Lääne-Virumaa được định cư bởi bộ lạc Vironian người Estonia.

## Chính quyền hạt
Chính quyền hạt (tiếng Estonia: maavalitsus) được quản lý bởi thống đốc (tiếng Estonia: maavanem), được chỉ định bởi chính phủ Estonia với nhiệm kỳ 5 năm. Từ 2014, thống đốc hạt là Marko Torm. Trụ sở hạt là Rakvere.

## Khu tự quản
Hạt được chia thành các khu tự quản. Có 2 khu tự quản thành thị (tiếng Estonia: linnad) và 13 khu tự quản nông thôn (tiếng Estonia: vallad) ở hạt Lääne-Viru.

### Các khu tự quản thành thị
- Kunda
- Rakvere

### Các khu tự quản nông thôn
- Haljala
- Kadrina
- Laekvere
- Rakke
- Rakvere
- Rägavere
- Sõmeru
- Tamsalu (bao gồm thị trấn Tamsalu)
- Tapa (bao gồm thị trấn Tapa)
- Vihula
- Vinni
- Viru-Nigula
- Väike-Maarja

## Hình ảnh

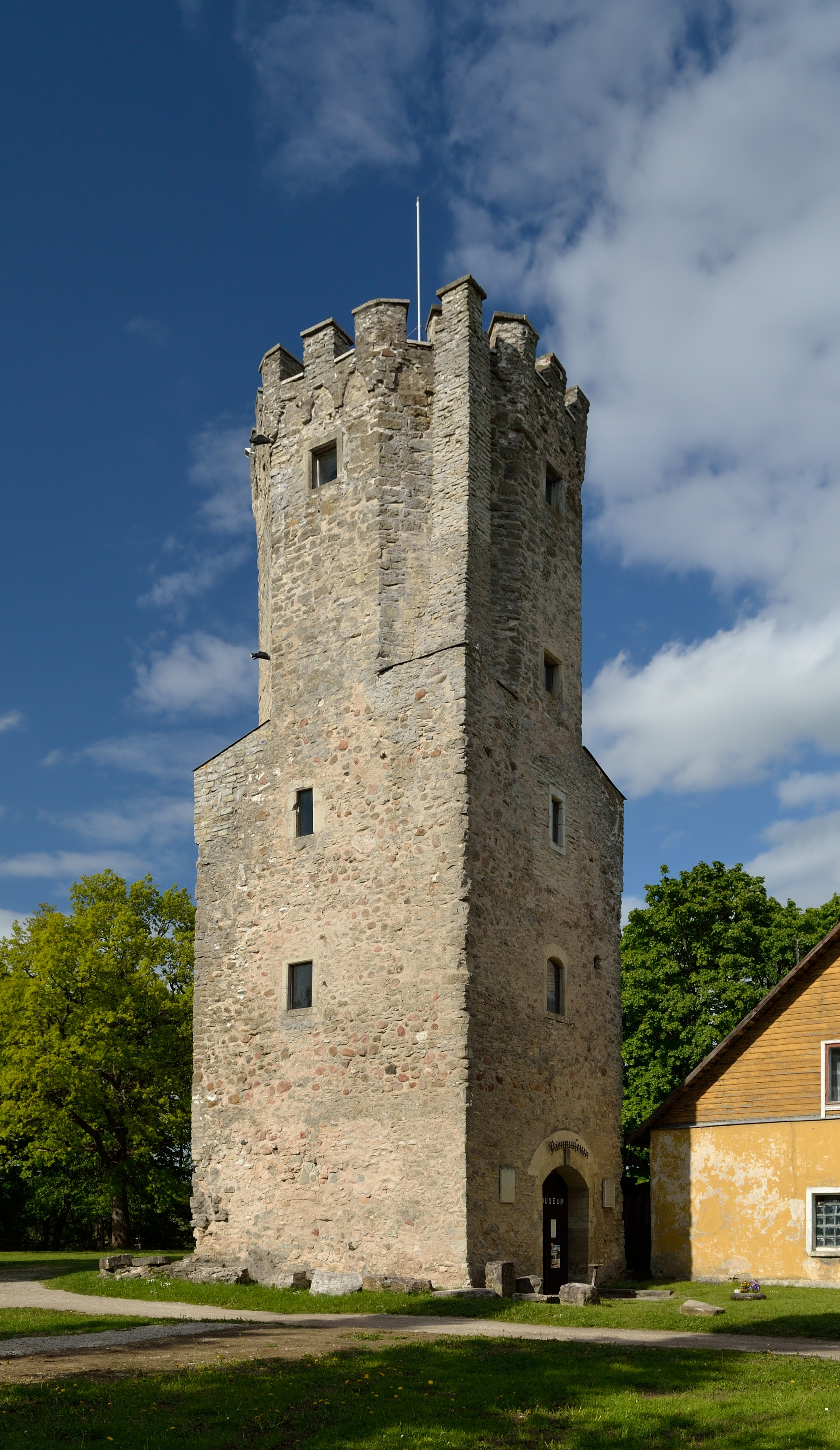
Lâu đài Porkuni
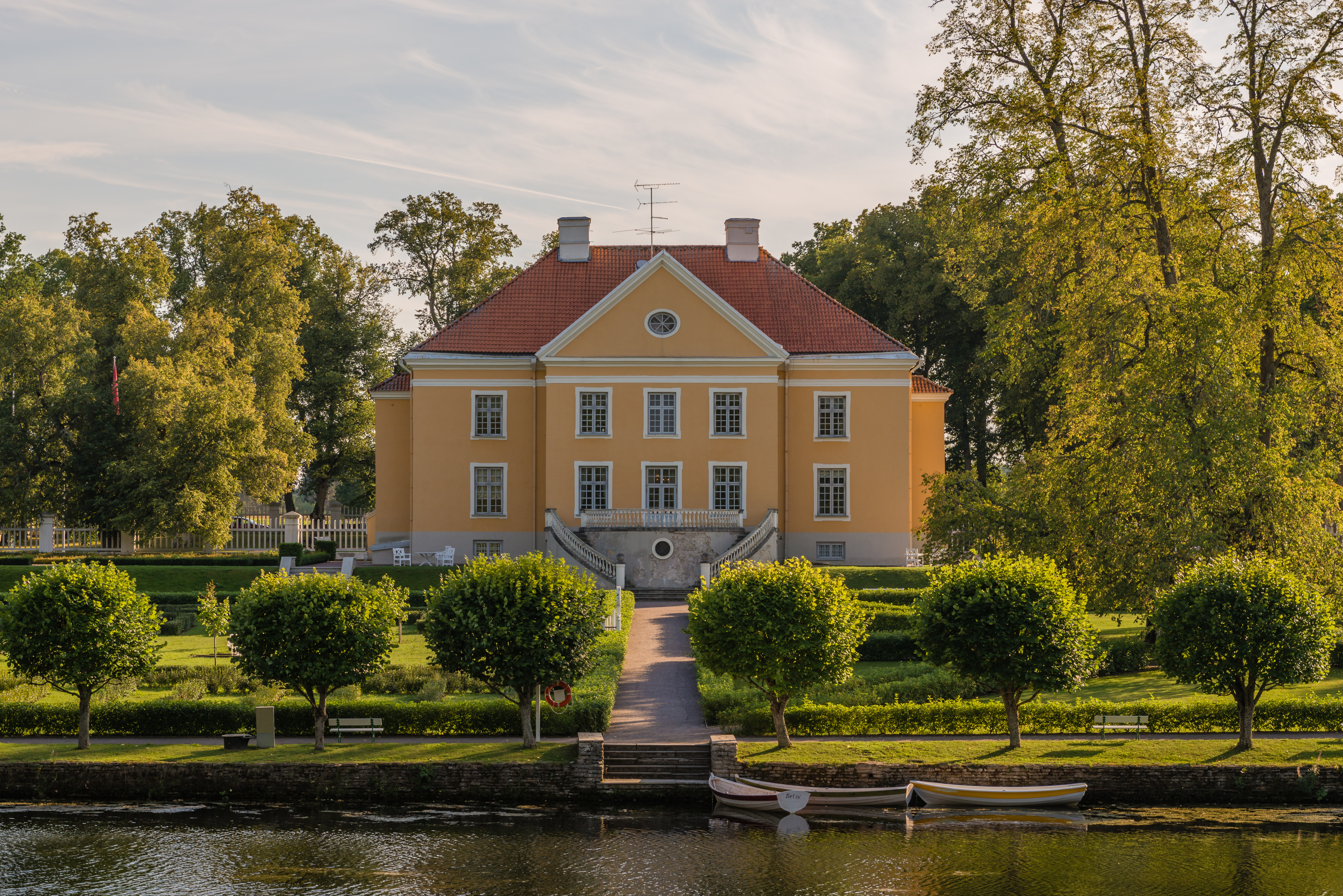
Biệt thư Palmse
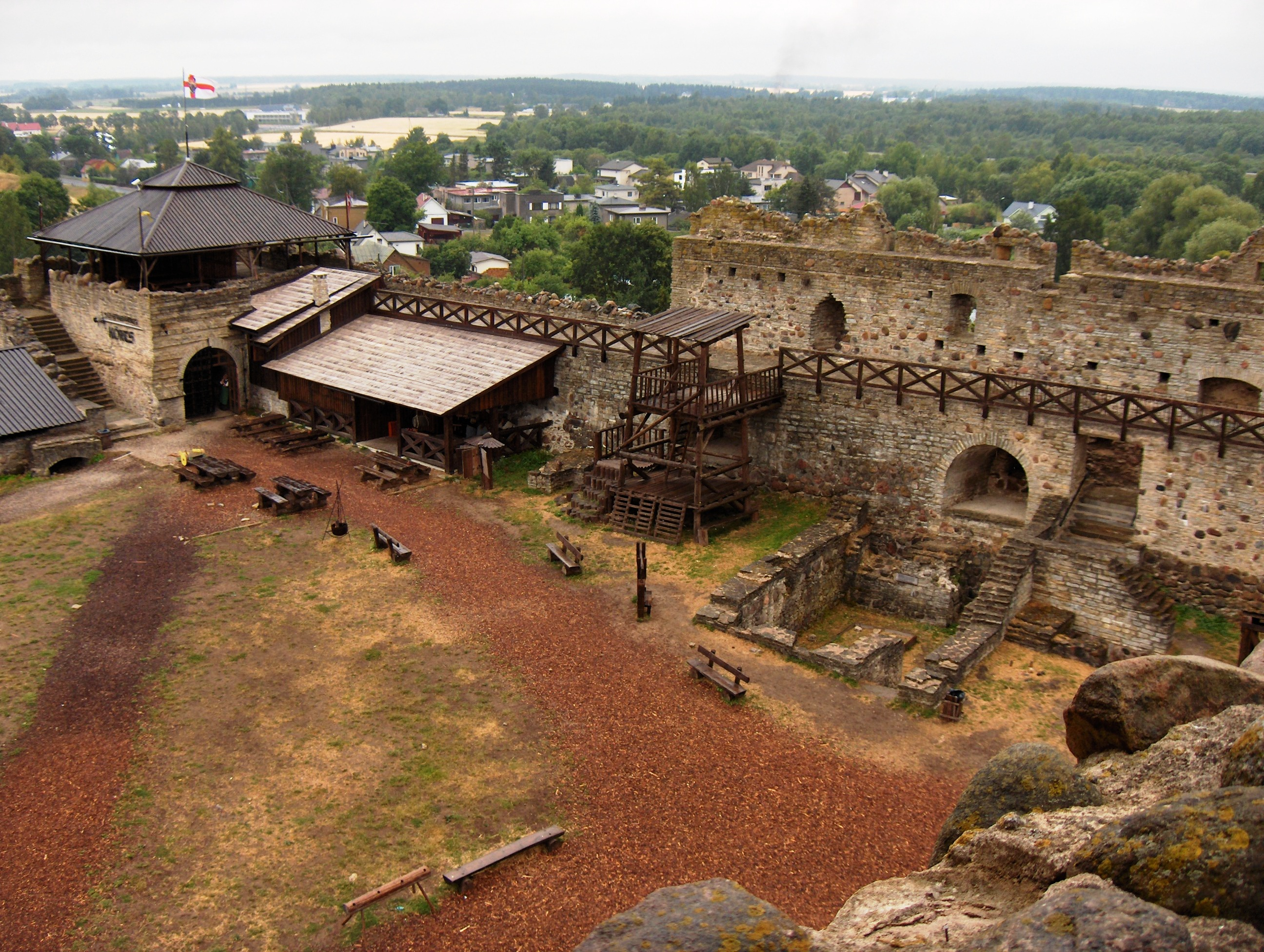
Lâu đài Rakvere
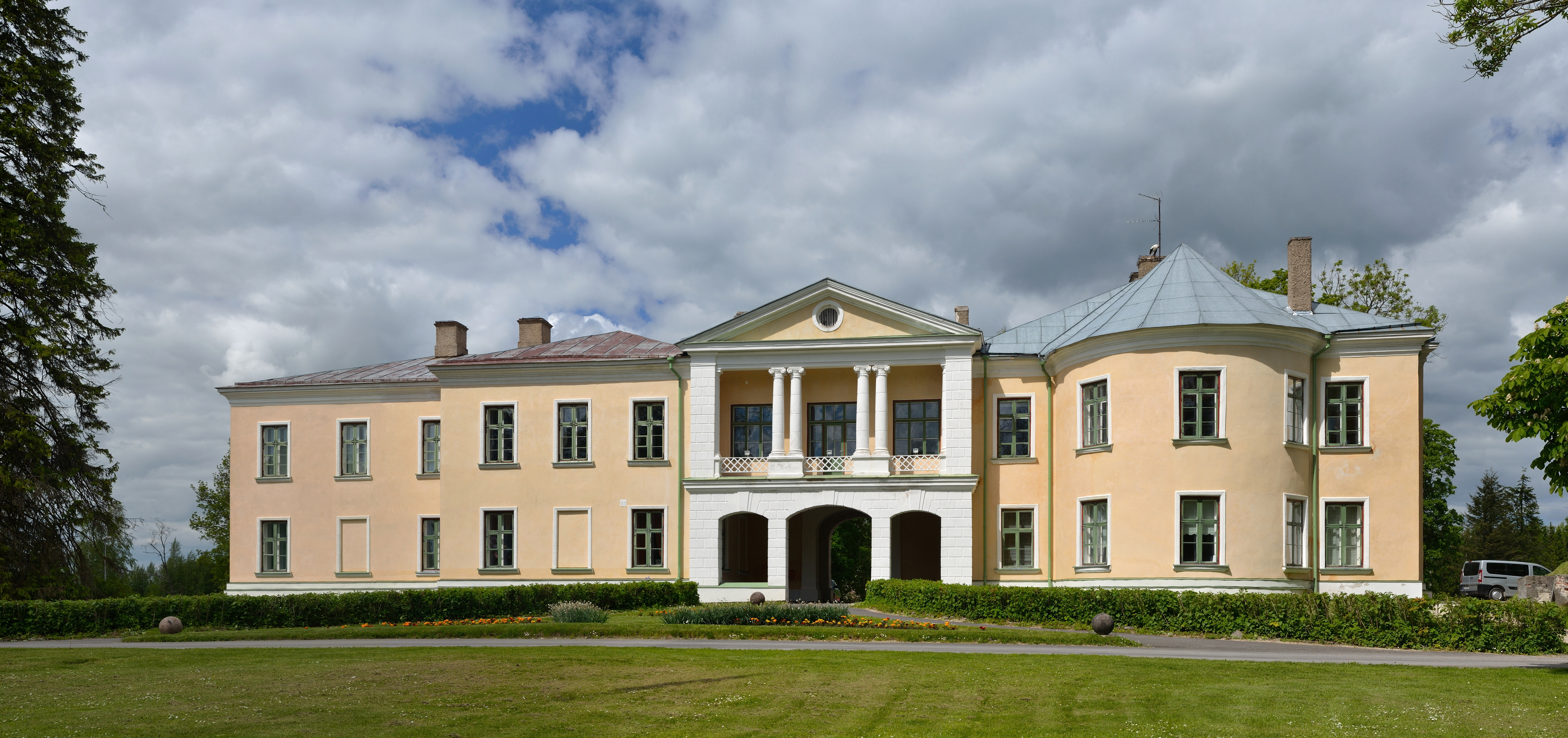
Biệt thư Mõdriku
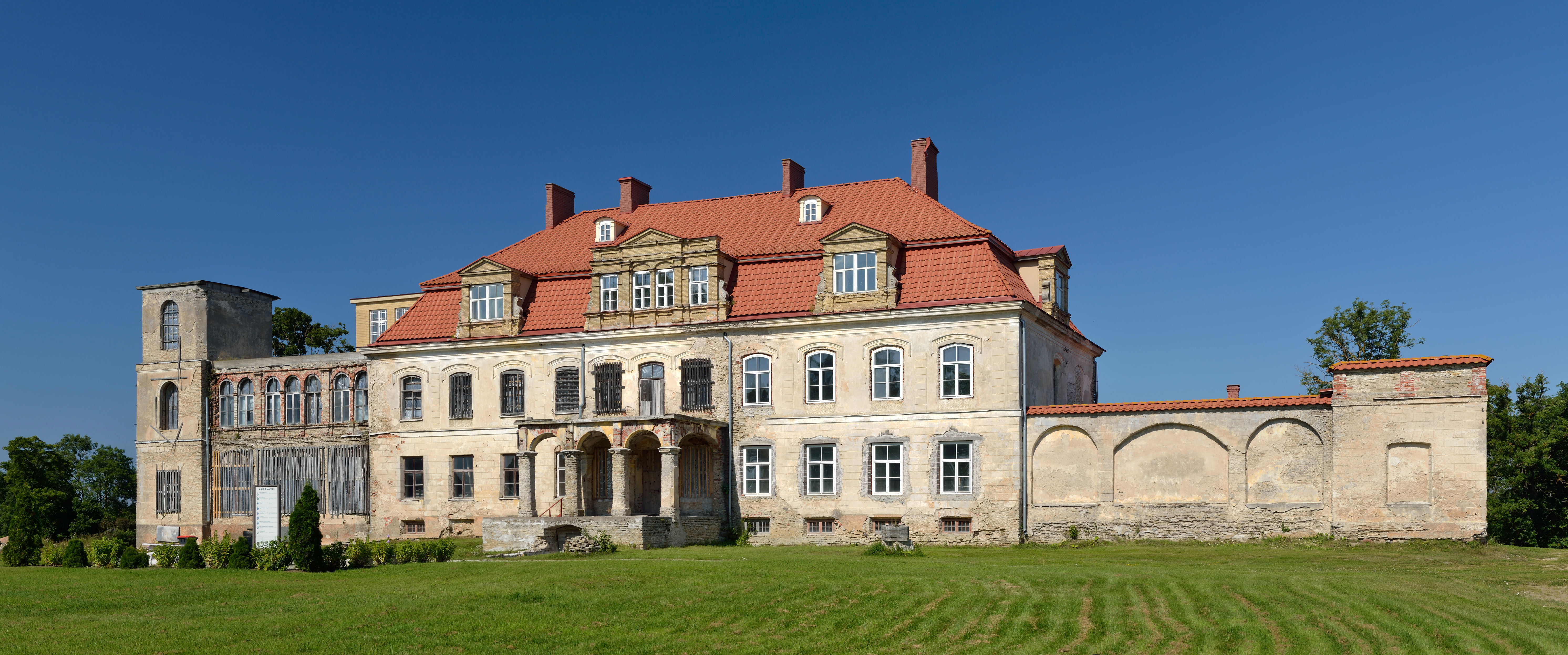
Biệt thự Malla
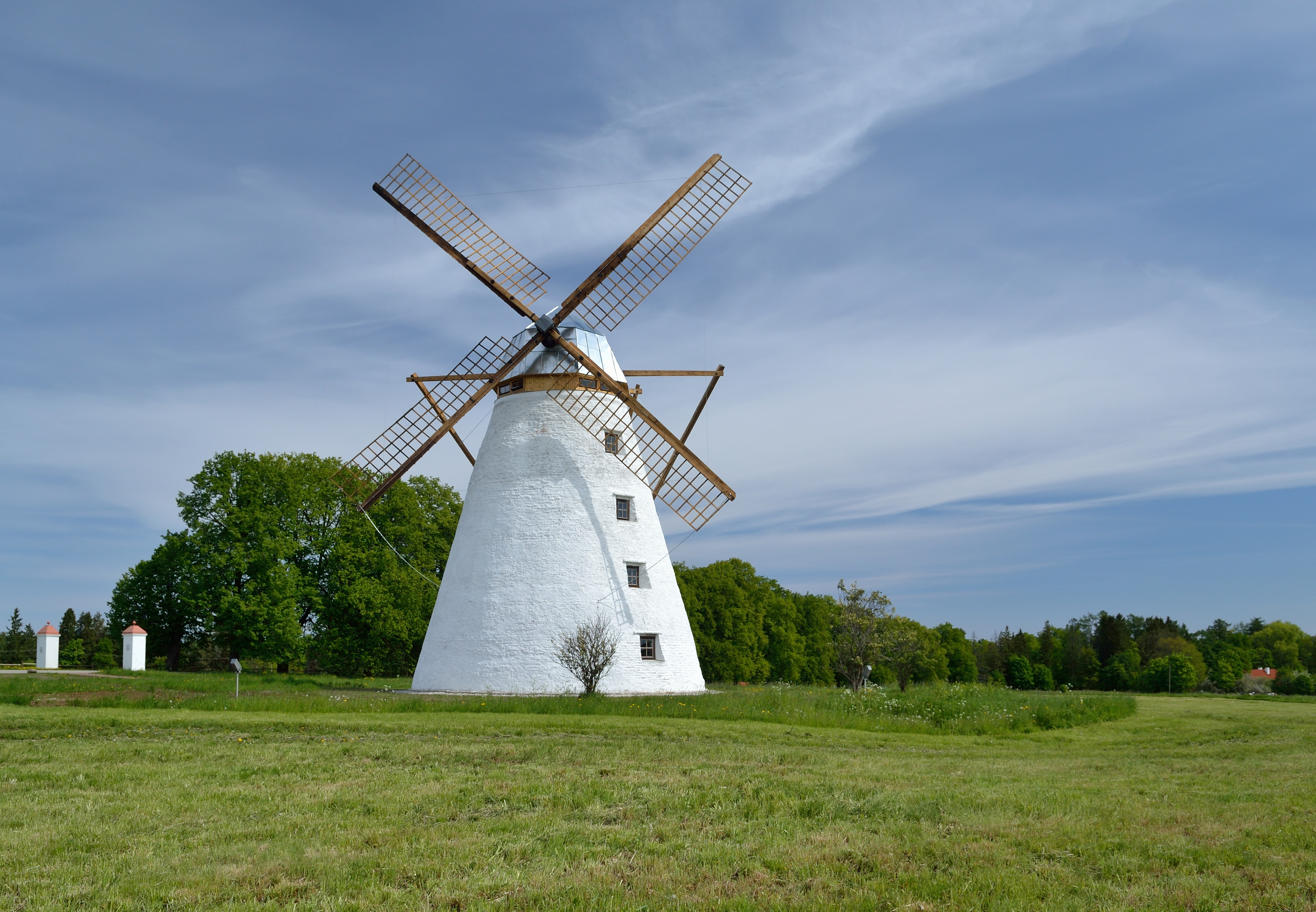
Cối xay gió Vihula
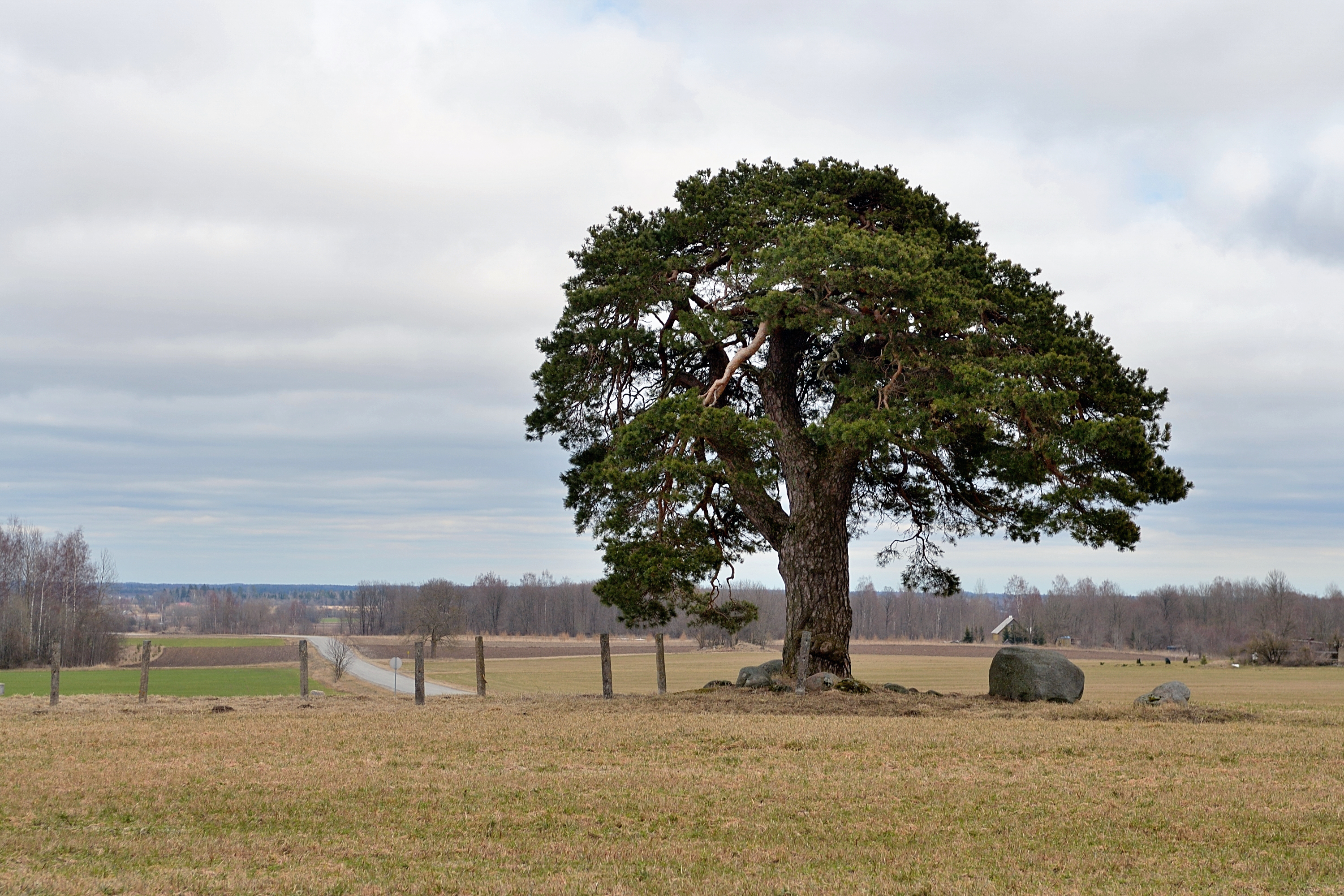
Laekvere
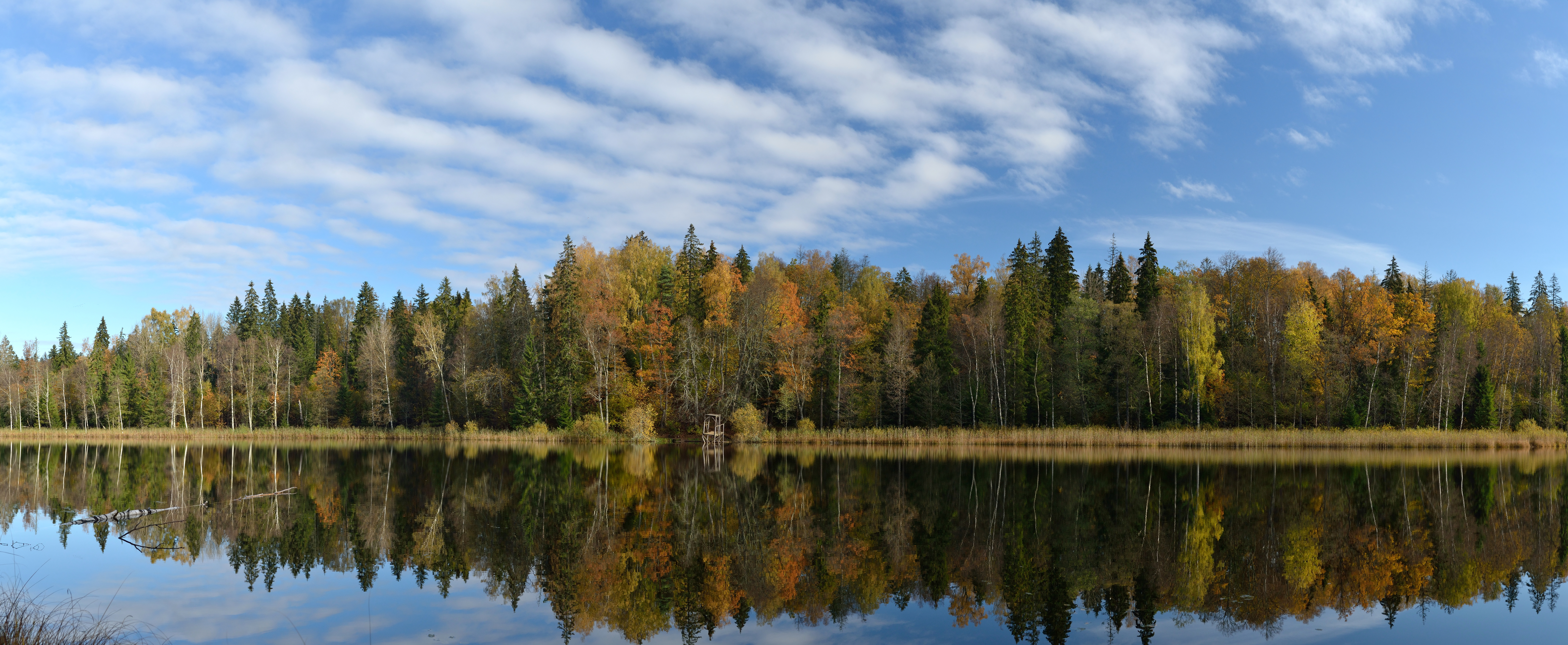
Hồ Neeruti Tagajärv
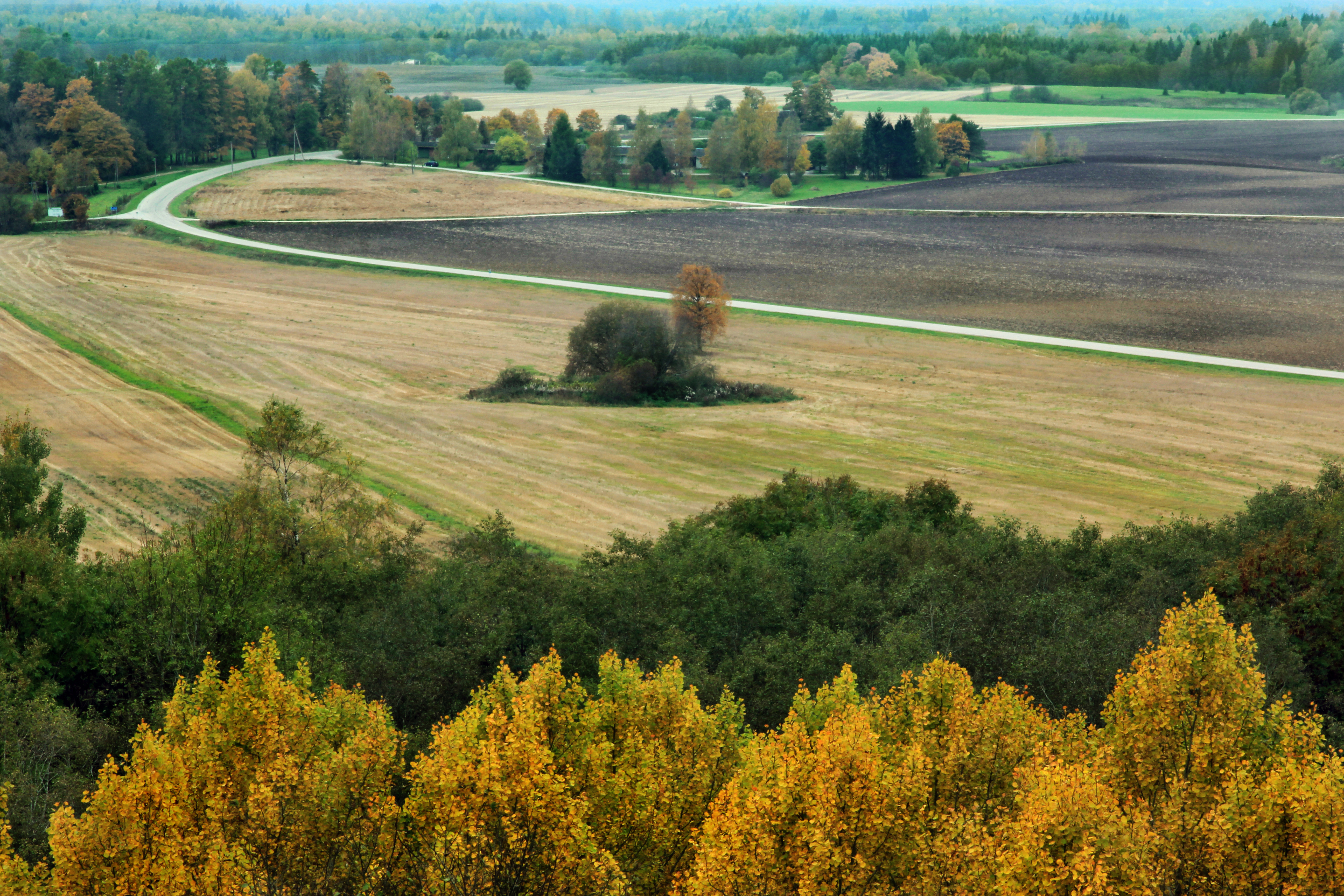
Nhìn từ đỉnh Emumägi
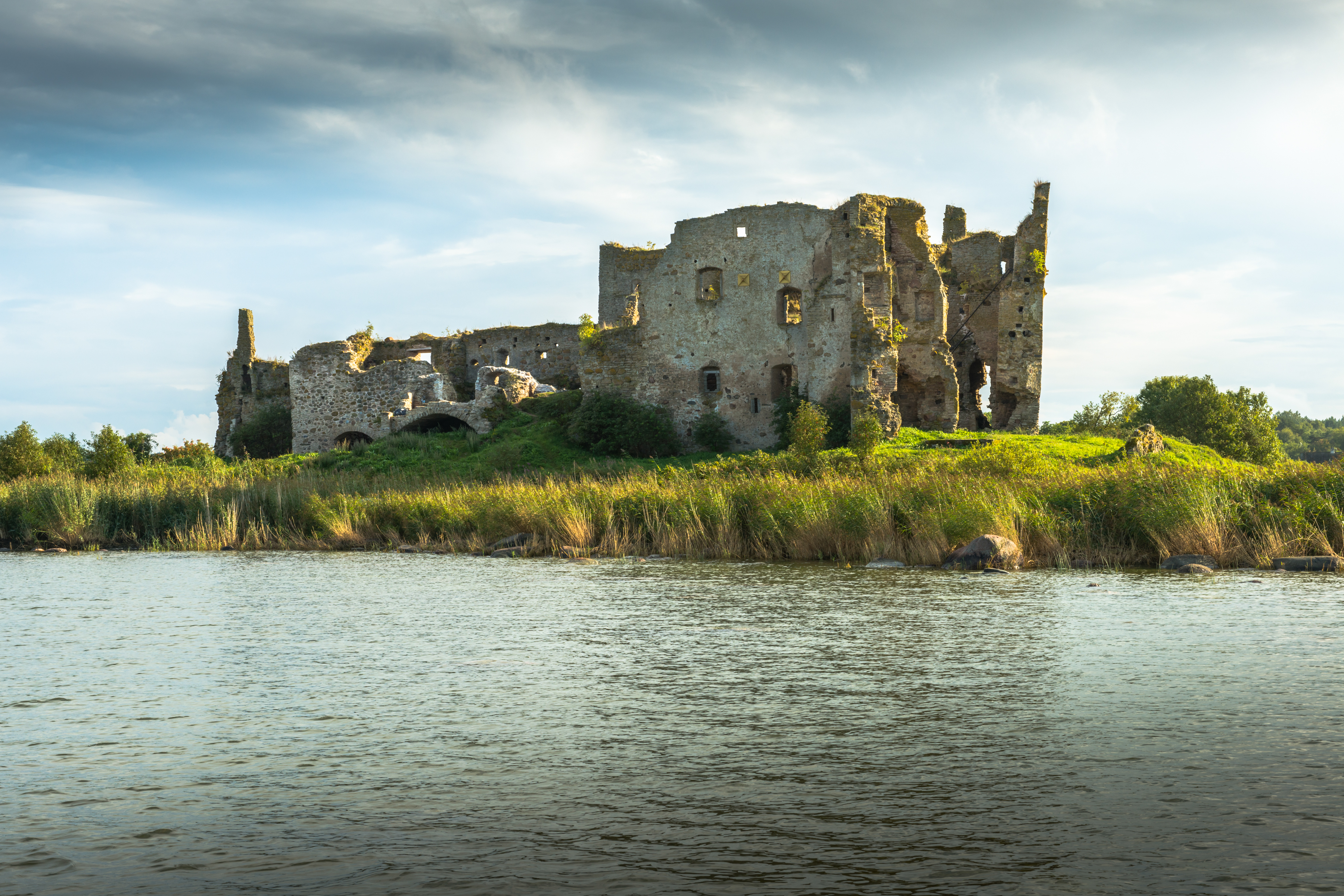
Lâu đài Toolse
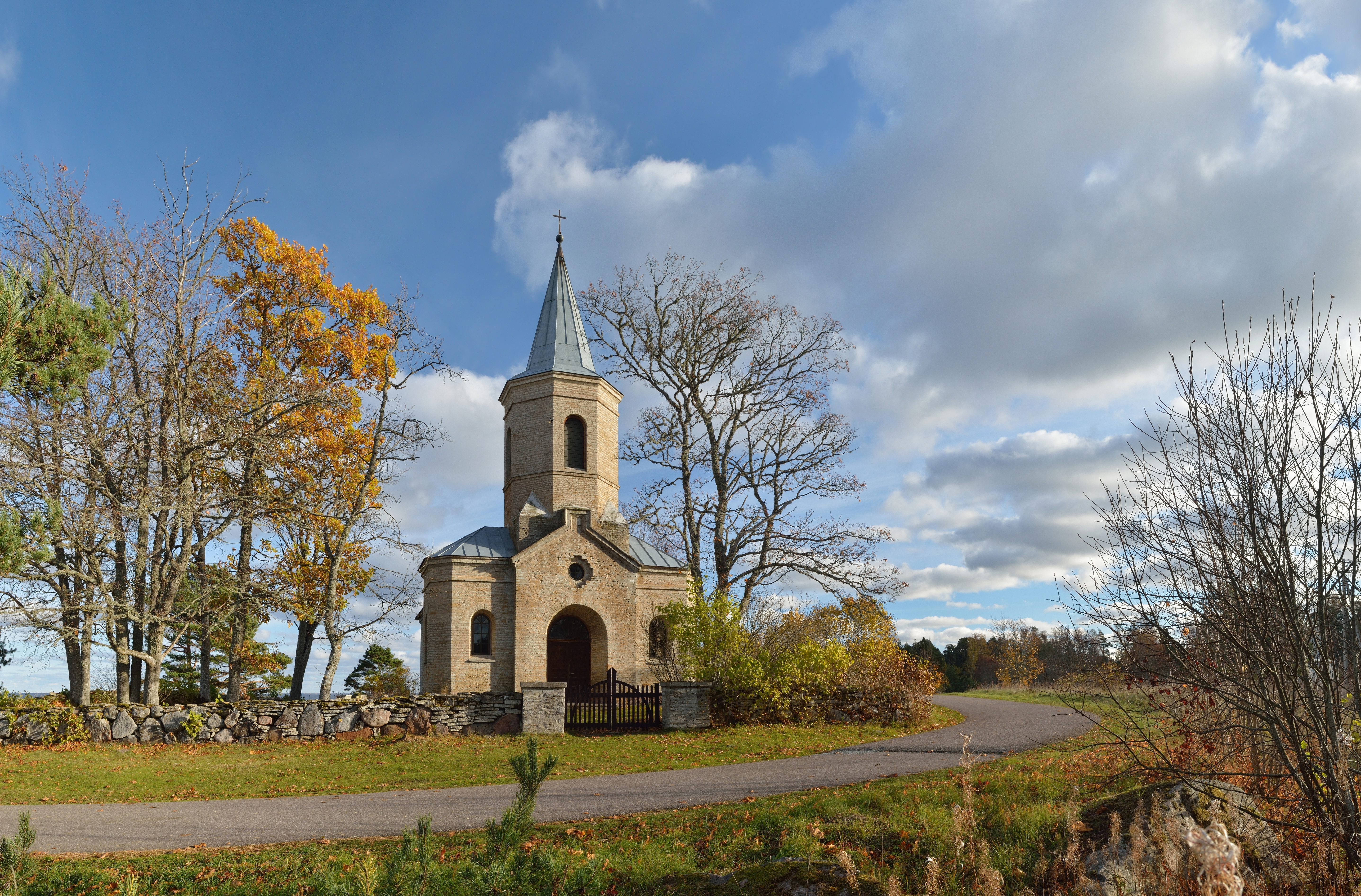
Vainupea
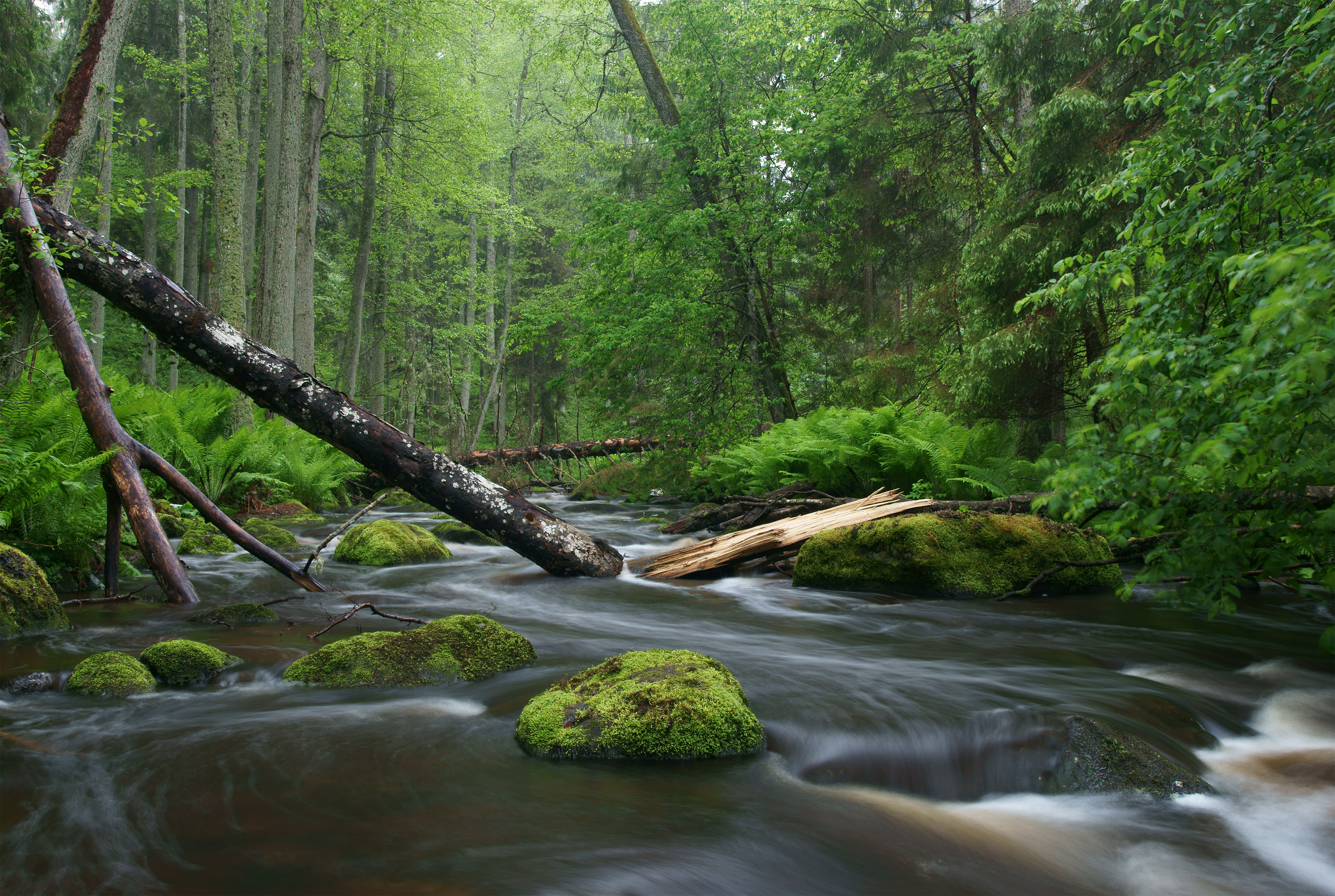
Sông Altja
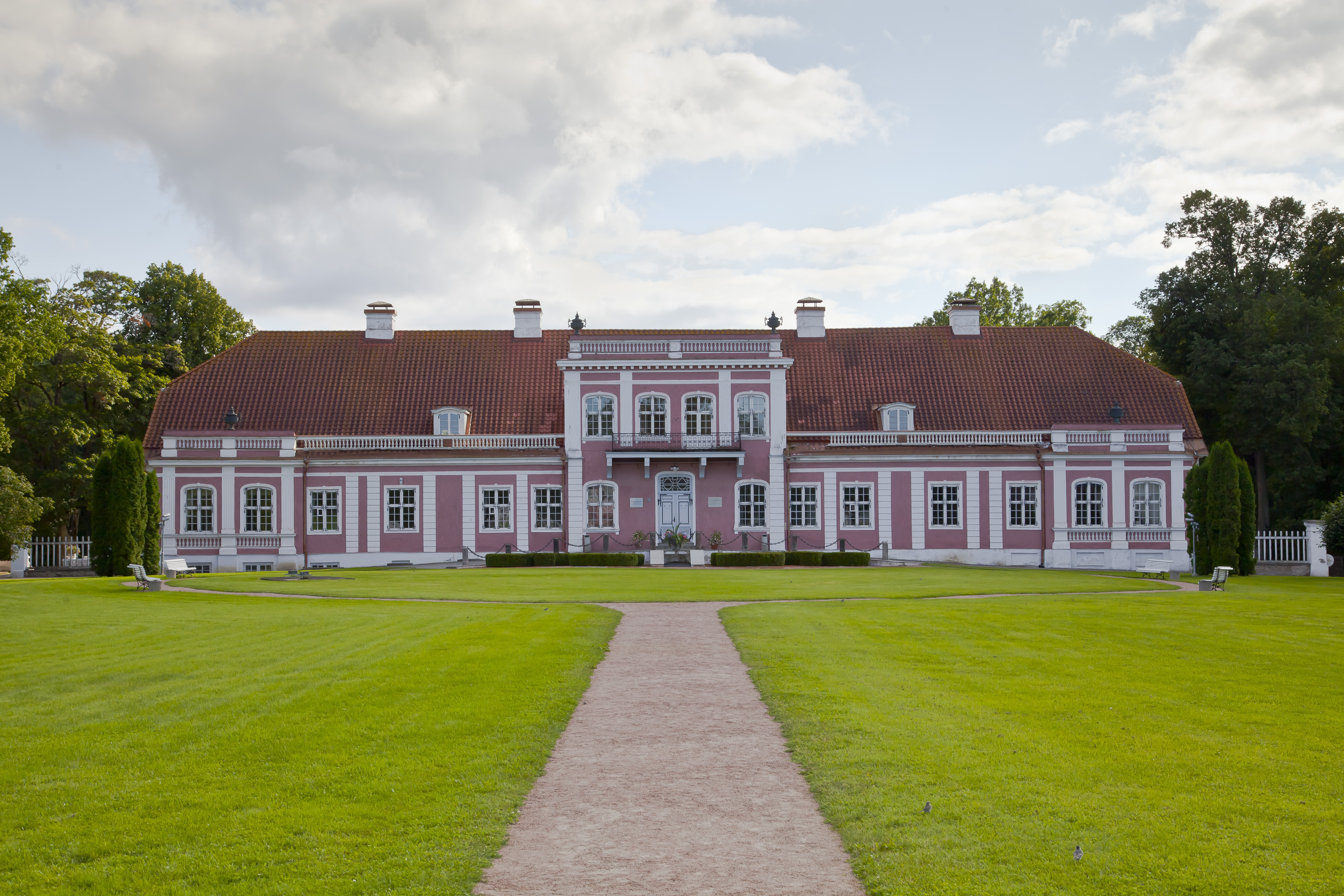
Biệt thự Sagadi
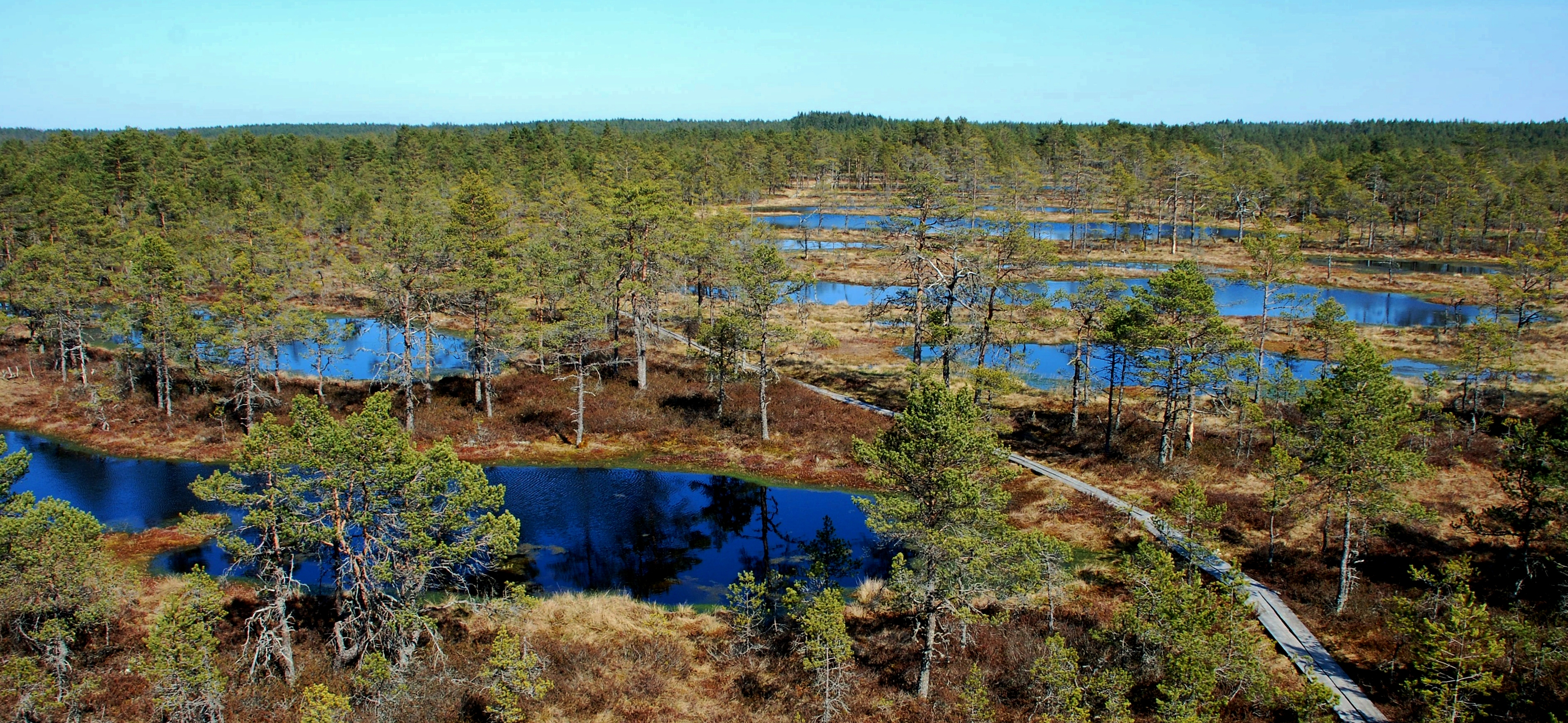
Đầm lầy Viru ở vườn quốc gia Lahemaa
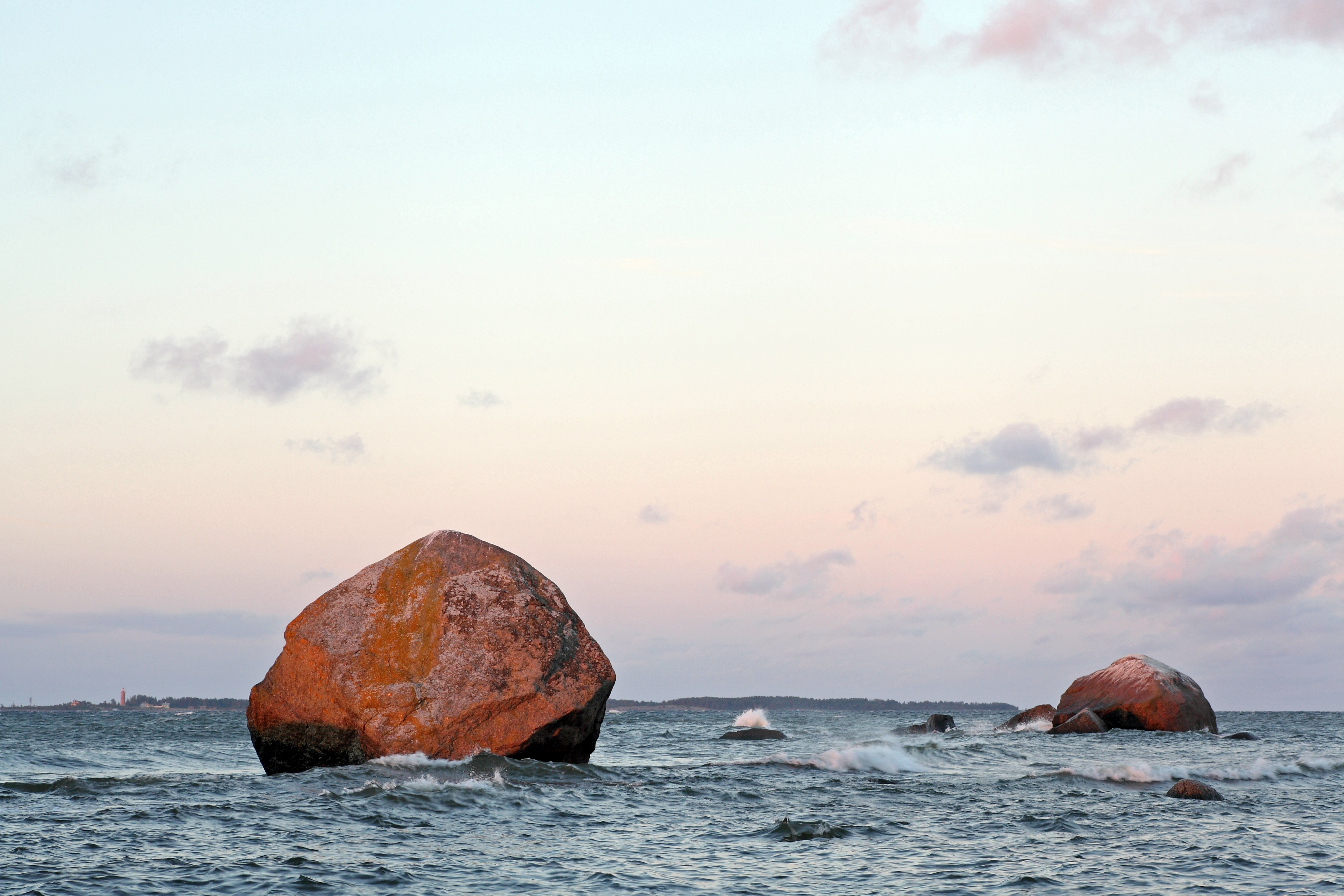
Vườn quốc gia Lahemaa